# Mennyből az angyal
Mennyből az angyal (Der Engel aus dem Himmel) ist eines der beliebtesten und wahrscheinlich eines der ältesten ungarischen Weihnachtslieder. Sein Autor ist höchstwahrscheinlich Mihály Szentmihályi, der Pfarrer von Boconád (bei Eger (Ungarn), Komitat Heves), der im achtzehnten Jahrhundert lebte. Zumindest erscheint es in seinem Liederbuch, das 1798 veröffentlicht wurde. Das Lied verbreitete sich von der Region der Palóczen in Nordungarn aus im ganzen Land und hauptsächlich in Siebenbürgen. In Siebenbürgen war es Brauch zu behaupten, dass die Geschenke unterm Weihnachtsbaum an Heiligabend nicht vom Christkind, sondern von „dem Engel“ gebracht werden. Aus diesem Grund galt das Lied lange Zeit als ein Lied mit siebenbürgischem Ursprung.
Das Lied wurde erstmals 1910 von Béla Bartók auf einem Phonographen aufgenommen. Die Aufnahme sang Béla Vikár. Es ist das klassische ungarische Weihnachtslied, das ähnlich wie Stille Nacht in Deutschland und Österreich oft vor der Bescherung gesungen wird.

## Text und Melodie
| Ungarisch | Deutsch |
| --- | --- |
| Mennyből az angyal lejött hozzátok, pásztorok, pásztorok, hogy Betlehembe sietve menvén lássátok, lássátok. Istennek fia, aki született jászolban, jászolban, Ő leszen néktek üdvözítőtök valóban, valóban. Mellette vagyon az édesanyja, Mária, Mária, barmok közt fekszik, jászolban nyugszik szent fia, szent fia. El is menének köszöntésére azonnal, azonnal, szép ajándékot vivén szívükben magukkal, magukkal. A kis Jézuskát egyenlőképpen imádják, imádják, a nagy Úristent ilyen nagy jóért mind áldják, mind áldják. | Aus dem Himmel kam der Engel herunter zu Euch, Hirten, Hirten, damit ihr nach Betlehem eilig gehend ihn seht, ihn seht. Der Sohn Gottes, der geboren ist in der Krippe, in der Krippe, Der wird euch euer Heiland sein in Wahrheit, in Wahrheit. Neben ihm ist seine Mutter Maria, Maria. Es liegt zwischen den Tieren, ruht in der Krippe ihr heiliger Sohn, ihr heiliger Sohn. Gehen wir auch fort, ihn willkommen zu heißen sogleich, sogleich! Schöne Geschenke im Herzen tragend mit uns, mit uns. Lasst und das kleine Jesulein im Bild (seiner) Erscheinung anbeten, anbeten den großen Herrgott sollen für solche Wohltat alle preisen, alle preisen. |

## Aufnahmen
- Christmas Songs - mainly for Christmas (YouTube)
- Mennyből az angyal (Version für Kinder, aus kerekmese.hu = „bitte Märchen“)